# Muskrat Lake
Muskrat Lake är en sjö i Kanada.   Den ligger i countyt Renfrew County och provinsen Ontario, i den sydöstra delen av landet, 100 km väster om huvudstaden Ottawa. Muskrat Lake ligger 123 meter över havet. Arean är 20,8 kvadratkilometer. Den sträcker sig 12,0 kilometer i nord-sydlig riktning, och 10,4 kilometer i öst-västlig riktning.
I omgivningarna runt Muskrat Lake växer i huvudsak blandskog. Runt Muskrat Lake är det glesbefolkat, med 8 invånare per kvadratkilometer.